# Исторически период
Исторически период, понякога наричан също епоха или ера, е интервал от време, обикновено обхващащ множество години, десетилетия или векове, който е обособен за нуждите на историографията въз основа на характеризиращи го исторически явления или събития. Историческата периодизация – изборът на критерии за разграничаване на историческите периоди в глобален или локален мащаб – играе важна роля в методологията на историческата наука.